# Stuart Andrew
Stuart James Andrew (sinh ngày 25 tháng 11 năm 1971) là một chính khách xứ Wales giữ chức vụ Bộ trưởng Bộ Nhà ở từ năm 2022. Là thành viên đảng Bảo thủ, ông là nghị sĩ Quốc hội (MP) cho khu vực Pudsey từ năm 2010.
Andrew sinh ra ở Anglesey, Wales. Ông là ủy viên Hội đồng quận Wrexham từ năm 1995 đến năm 1999. Được bầu là đảng Bảo thủ, ông rút khỏi đảng Lao động năm 1998, trước khi gia nhập đảng Bảo thủ vào năm 2000. Ông là ủy viên Hội đồng thành phố Leeds từ năm 2003 đến năm 2010. Ông được bầu cho khu vực Pudsey tại cuộc tổng tuyển cử năm 2010. Ông giữ chức Phó Chủ tịch Viện Thứ dân cho đến tháng 2 năm 2022 khi được bổ nhiệm làm Bộ trưởng Bộ Nhà ở.

## Tuổi thơ
Andrew sinh ngày 25 tháng 11 năm 1971 tại Anglesey. Ông lớn lên trên đảo Anglesey ở xứ Wales, và được giáo dục nhà nước tại Ysgol David Hughes ở Cầu Menai. Sau khi rời trường, ông làm việc cho Sở An sinh Xã hội. Năm 1994, ông nhận một công việc với Quỹ Tim mạch Anh, trước các vai trò tại Nhà tế bần Hope House và Nhà tế bần Đông Lancashire. Trước khi được bầu vào quốc hội, ông đã lãnh đạo nhóm gây quỹ cho Martin House Hospice.

## Đời tư
Andrew sống ở Guiseley và ở Luân Đôn. Andrew là người đồng tính công khai và là người bảo trợ của đảng Bảo thủ LGBT+.